# Josh Alexander
Joshua Lemay (29 mei 1987), beter bekend als Josh Alexander, is een Canadees professioneel worstelaar die sinds 2019 actief is in Impact Wrestling. Alexander stond samen met zijn partner Ethan Page bekend als The North. Tevens is hij een tweevoudig Impact World Champion en tweevoudig Impact World Tag Team Champion met Ethan Page. Tevens is hij een voormalige Impact X Division Champion.
Alexander begon zijn carrière in het onafhankelijke worstelcircuit bij de worstelorganisatie Alpha-1. Hij ontmoette daar zijn toekomstige partner Ethan Page en ze zijn samen verder gegaan als tag team worstelaars. Zij kwamen onder meer uit voor Ring of Honor (ROH), AAW Wrestling en Pro Wrestling (PWG). Alexander kwam tevens uit voor verschillende promoties en heeft talloze kampioenschappen aan zijn prijzenkast toegevoegd. Alexander is een voormalige AAW Heavyweight Champion en A1 Tag Team Champion.

## Prestaties
- AAW Wrestling
  - AAW Heavyweight Championship (2 keer)[5]
  - Jim Lynam Memorial Tournament (2019)[6]
- Absolute Intense Wrestling
  - AIW Absolute Championship (1 keer)[5]
  - JT Lightning Invitational Tournament (2016)[6]
- Alpha-1 Wrestling
  - A1 Alpha Male Championship (4 keer)[5]
  - A1 Zero Gravity Championship (1 keer)[5]
  - A1 Tag Team Championship (2 times) – 1x met Ethan Page, 1x met Tyson Dux en 1x met Gavin Quinn
  - King Of Hearts (2018)[6]
- Capital City Championship Combat
  - C4 Championship (1 keer)[5]
  - C4 Tag Team Championship (1 keer) – met Rahim Ali[5]
- Collective League Of Adrenaline Strength And Honor
  - CLASH Championship (1 keer)[5]
- Cross Body Pro Wrestling Academy
  - CBPW Championship (2 keer)[5]
- Deathproof Fight Club
  - DFC Championship (1 keer)[5]
- Destiny World Wrestling
  - DWW Championship (1 keer)[5]
  - DWW Interim Championship (1 keer)
- Fringe Pro Wrestling
  - FPW Tag Team Championship (1 keer) – met Ethan Page[5]
- Great Canadian Wrestling
  - GCW Tag Team Championship (1 keer) – met Tyler Tirva[5]
- Impact Wrestling
  - Impact World Championship (2 keer)[5]
  - Impact X Division Championship (1 keer)[5]
  - Impact World Tag Team Championship (2 keer) – met Ethan Page[5]
  - 9e Triple Crown Champion
  - Impact Year End Awards (4 keer)
    - Tag Team of the Year (2019, 2020) – met Ethan Page
    - Men's Wrestler of the Year (2021)
    - Men's Match of the Year (2021) vs. TJP op 3 juni bij BTI
- Insane Wrestling League
  - IWL Tag Team Championship (1 keer) – met Ethan Page[5]
- International Wrestling Cartel
  - IWC Super Indy Championship (2 keer)[5]
  - IWC Tag Team Championship (1 keer) – met Ethan Page[5]
  - Super Indy 15[6]
- New School Wrestling
  - NSW Heavyweight Championship (2 keer)[5]
  - NSW Cruiserweight Championship (1 keer)[5]
  - NSW Tag Team Championship (1 keer) – met Steve Brown[5]
- No Limits Wrestling
  - NLW Strong Style Championship (1 keer)[5]
  - Steel City Strong Style Tournament (2018)[6]
- Pro Wrestling Guerrilla
  - PWG World Tag Team Championship (1 keer) – met Ethan Page
- Pro Wrestling Illustrated
  - Gerangschikt op #107 van de 500 singles worstelaars in de PWI 500 in 2020 en 2021[7]
  - Gerangschikt op #4 van de top 50 tag teams in de PWI Tag Team 50 in 2020 met Ethan Page[8]
- Pro Wrestling Ontario
  - PWO Trios Championship (1 keer) – met Scotty O'Shea en Steve Brown
- Pure Wrestling Association
  - PWA Elite Championship (1 keer)
  - PWA Pure Violence Championship (1 keer)[5]
  - PWA Niagara Tag Team Championship (1 keer) – met Reese Runnels
- Squared Circle Wrestling
  - SCW Premier Championship (2 keer)
- Steel City Pro Wrestling
  - SCPW Tag Team Championship (1 keer) – met Ethan Page
- The Wrestling Revolver
  - PWR Tag Team Championship (1 keer) – met Ethan Page[5]
- Union Of Independent Professional Wrestlers
  - UNION Heavyweight Championship (1 keer)[5]